# 加藤純一の世界で一番ゲームを本気でやる男
『加藤純一の世界で一番ゲームを本気でやる男』（かとうじゅんいちのせかいでいちばんゲームをほんきでやるおとこ）は、インターネットテレビ局AbemaTVのウルトラゲームスチャンネルで2018年7月17日から配信スタートしたゲームバラエティ番組である。番外編をYouTube・ウルトラゲームスチャンネルで配信したほか、2019年には特別番組『やる男 in USA』、『やる男のにーなな 加藤純一の27時間テレビ!』を配信した。略称は『やる男』（やるお）。

## 番組概要
インターネットヒーローを自称する加藤純一がゲームの真髄を味わうべく本気でビデオゲームを攻略するゲーム実況バラエティ。基本的には24時間ゲームを続け、「やりこみ要素」をクリアしていくまでの喜怒哀楽を見せていく。例として初回配信では『ゼルダの伝説 ブレスオブザワイルド』1000個以上あるやりこみ要素のクリア、13か所ある「ウツシエの記憶」をクリアすることで見ることのできる「真エンディング」の披露に挑戦した。
2018年は前述の『ゼルダの伝説 ブレスオブザワイルド』を6週、『Home Sweet Home』を3週と収録時間に比例し編集に渡って配信したものの、10月以降は特別番組を除き1ゲーム2週を基本に配信。これによりおさめられなかった場面や完全版はAbemaビデオおよびYouTubeにて後日配信していた。
最終やりこみゲームは2019年2月26日、3月5日配信のスーパーマリオメーカー。3月12日配信の最終回は24時までの生配信でてんちむ、ちくのぼとの対戦。番組総集編を振り返る模様が流された。
番組傾向が似ている『ゲームセンターCX』と比較されることが多いが、加藤は有野課長に憧れと敬意を表し、違いを「耐久性です（笑）」と表現している。

### やる男 in USA
2019年1月1日に配信された正月特別編。「加藤純一」の名を世界に轟かせるチャンスとアメリカを訪れ、在米のゲーマーと対決する様子を収録。またBlueStacksの広報宣伝大使となったことを受け、BlueStacksの本社を訪問。同年1月15日配信回もレギュラー配信を休み、特別編第2弾として配信した。

### やる男のにーなな 加藤純一の27時間テレビ!
1月4日から1月5日に配信した27時間生配信。テーマは「平成ものこりわずか、、、そこで、平成ゲーム史　名作ゲームの悪党全員倒す!」。番組名は「ななにー」（72時間ホンネテレビ）のパロディとなっている。
番組内の通し企画として「動画配信プラットフォームでコメント数ギネス記録」、ちくのぼによる「世界でまだクリアされていないゲームに挑戦」、著名人とのゲーム対決が行われた。

## 出演者

### レギュラー
- 加藤純一
- AD金子

### 27時間テレビゲスト
- 亀田大毅
- 亀田和毅
- もこう
- Gero
- みゃこ
- しょこ
- ペンギンズ ノブオ
- オーイシマサヨシ
- ちくのぼ
- ゆゆうた

## スタッフ

### ナレーター
- 名塚佳織（2018年7月17日 - 10月2日）
- 野田順子（2018年10月9日 - 12月25日）
- 八代拓（USA、2019年1月22日 - 3月12日）